# Quatuors à cordes op. 77 de Joseph Haydn

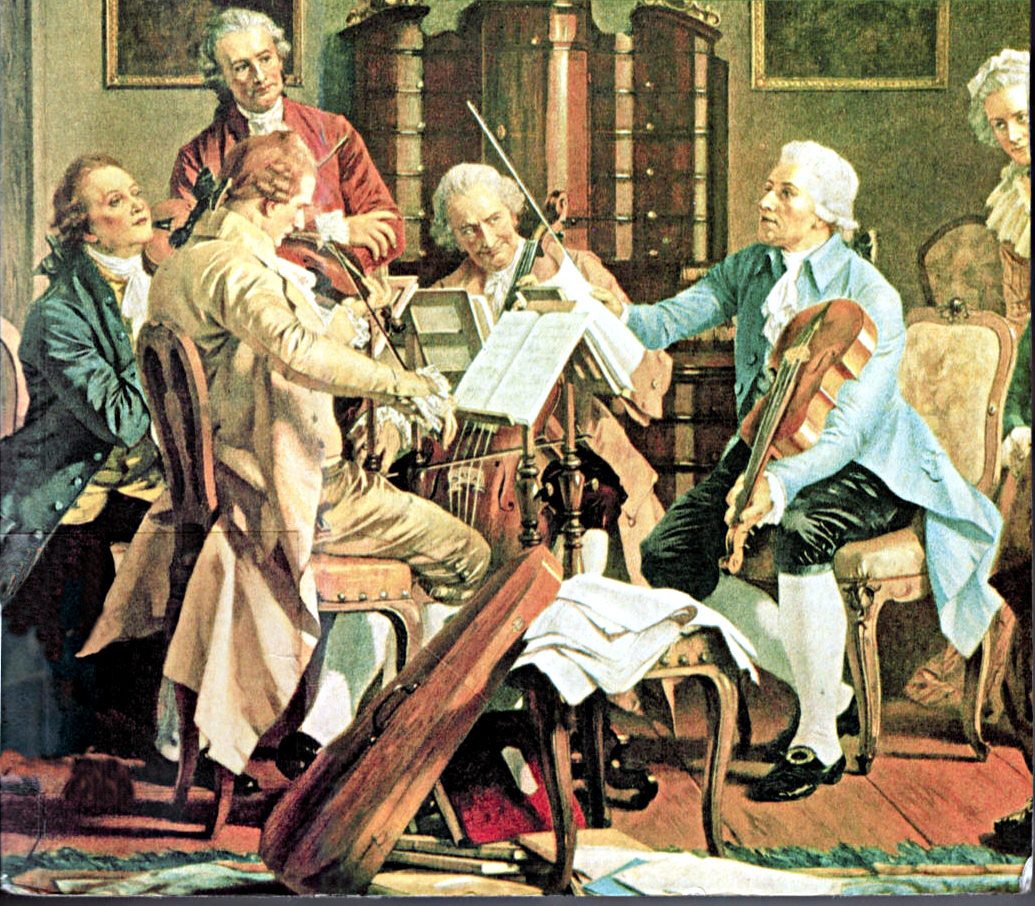
Joseph Haydn conduisant un quatuor (Anonyme, vers 1790)

Les Quatuors op. 77 sont deux quatuors à cordes de Joseph Haydn, écrits en 1799 et publiés chez  Artaria en 1802. Selon le mode de composition de Haydn, ils devaient faire partie d'un cycle de six quatuors dédiés au prince Lobkowitz. À cette époque le travail sur Les Saisons retenait toute l'énergie du compositeur dont l'état de santé se dégradait. Au début de 1802, Haydn entreprit l'écriture d'un troisième quatuor mais qui resta inachevé et pris le numéro d'opus 103.
Le prince Lobkowitz est également dédicataire des six premiers quatuors de Beethoven composés à la même période (1798-1800).
Ces quatuors correspondent au no 81 et no 82 du catalogue Hoboken. 

## Quatuor en sol majeur op.77no1
Inscrit au catalogue Hob.III.81
1. Allegro en sol majeur
2. Adagio en mi bémol majeur
3. Menuetto (presto)
4. Presto

## Quatuor en fa majeur op.77no2
Inscrit au catalogue Hob.III.82 
1. Allegro moderato en fa majeur
2. Menuetto
3. Andante en ré majeur
4. Vivace en fa majeur